# Ziviler Solidaritätspakt
Der Zivile Solidaritätspakt ist eine mögliche zivilrechtliche Partnerschaft, der neben einer klassischen Ehe die staatlichen und juristischen Angelegenheiten zwischen zwei Partnern regelt. Frankreich war 1999 der Vorreiter bei diesem neuen Zivilakt.

## Frankreich

Anzahl der Ehen und Lebenspartnerschaften in Frankreich (Daten für 2018 noch unvollständig)

Der Zivile Solidaritätspakt (auch PACS [paks] vom französischen pacte civil de solidarité) ist eine in Frankreich seit 1999 mögliche zivilrechtliche Partnerschaft, gemeinsamer steuerlicher Veranlagung und steuerlich günstigeren Erbbestimmungen. Seit 2007 können sich die Partner sowohl beim Abschluss des Solidaritätspaktes, als auch zu einem späteren Zeitpunkt zwischen Gütertrennung und Gütergemeinschaft entscheiden.
Er ist nicht abhängig von der sexuellen Orientierung oder vom Geschlecht der Partner. In 95 % der Fälle wird er zwischen Partnern unterschiedlichen Geschlechts eingegangen. Für homosexuelle Paare war er bis zur Einführung der gleichgeschlechtlichen Ehe 2013 die einzige Möglichkeit einer amtlich anerkannten Partnerschaft.
Im Unterschied zur Ehe wird der PACS nicht vor dem Bürgermeister, sondern vor dem Amtsgericht geschlossen. Da das Gesetz es den Bürgermeistern erlaubt, jeden PACS im Rathaus zu feiern, haben einige, meist linken Parteien angehörende, Bürgermeister entschieden, eine Zeremonie für jedes Paar zu veranstalten, das einen PACS schließt und ihn von dem Bürgermeister oder der Stadtverwaltung anerkennen lassen möchte.
Die Partnerschaft verpflichtet zu gegenseitiger Hilfe, wobei den Partnern bei der Regelung dieser Hilfspflichten Freiheiten für die individuelle Ausgestaltung in Detailfragen offenstehen. Eine gemeinsame Kindesadoption ist nicht erlaubt. Nach französischem Recht ist die Kindesadoption aber durch eine Einzelperson erlaubt.

## Luxemburg
In Luxemburg gibt es die Zivile Partnerschaft (frz. partenariat civil PACS, englisch: civil partnership) seit 2004. Sie verleiht zivilen Partnern ähnliche Rechte wie bei der Eheschließung, auch bei gleichgeschlechtlichen Partnerschaften.

## Chile
Am 13. April 2015 verkündete Michelle Bachelet, seinerzeit Präsidentin Chiles, das Gesetz Acuerdo de Unión Civil (AUC), welches nach sechs Monaten, die für verwaltungstechnische Umstellungen benötigt wurden, in Kraft trat. Das Gesetz regelt die Errichtung und den rechtlichen Status von Gemeinschaften, die auf den Standes-/Meldeämtern (registro civil) geschlossen werden sollen. Neben der rechtlichen Absicherung, wie Krankheits- oder Erbfall der Partner bzw. Partnerinnen, sind auch gemeinsame oder mit eingebrachte Kinder (Stiefkinder) in diese Absicherung einbezogen. Die Auflösung der Gemeinschaft erfolgt bei beidseitigem Einverständnis ebenfalls auf dem Standes-/Meldeamt, wo dann zusätzlich noch Verträge über Renten-, Unterhaltszahlungen und die Erziehungsberechtigung von Kindern unterschrieben werden müssen. Bei einseitiger Annullierung muss ein Zivilrichter miteinbezogen werden. Das Adoptionsrecht ist von diesem Gesetz nicht betroffen.

## Österreich
Der PACS war Vorbild für den Zivilpakt, eine Gesetzinitiative der österreichischen Grünen zur Partnerschaft.

## Schweiz
Der Schweizer Bundesrat schlug im April 2015 in seinem Bericht zum Familienrecht die Einführung des PACS als Alternative zur Ehe vor.